# Садомазохізм

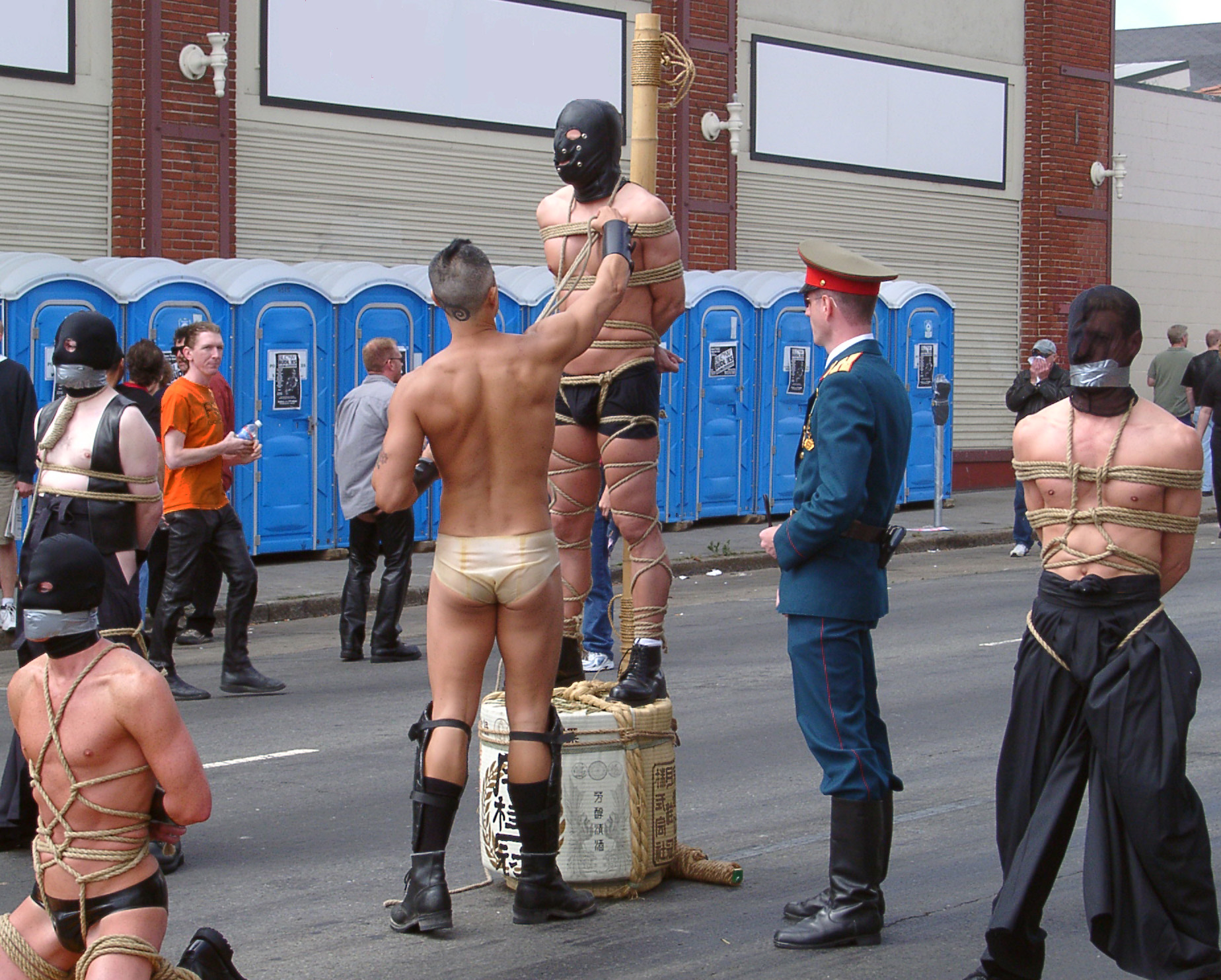
Прояв бондажа на Folsom Street Fair 2003

Садомазохізм — сексуальне відхилення, що полягає у досягненні статевого задоволення за допомогою душевного або фізичного страждання, завданого партнерові або самому собі у процесі партнерських взаємин.
Девіація пов'язана з бажанням чинити дії, які спричиняють біль, які є такими, що принижують, показують підлегле становище людини, на яку спрямовані, або бути об'єктом таких дій. У першому випадку це садизм, у другому мазохізм. Нерідко індивід поєднує садистські та мазохістські дії, отримуючи задоволення від тих і від тих.
Окремі елементи садомазохістських практик можуть бути характерні й для нормальних сексуальних стосунків.
Наприклад, поплескування під час сексу по сідницях, статевих губ, клітора, грудям; ніжні, легкі укуси сосків, губ, мочок вух і т. д.
Садомазохізм визнається захворюванням лише у випадках, коли подібні дії стають основним елементом сексуального життя, а досягнення сексуальної розрядки без їхнього використання неможливе, і лише коли це приносить серйозні проблеми у особистому або професійному житті або призводить до насильницьких статевих актів.
Садомазохізм необхідно відрізняти від можливих проявів агресивності або жорстокості, що мають місце у сексуальних ситуаціях, які не пов'язані з отриманням насолоди.
Термін «мазохізм» також застосовується у психології особистості (Отто Кернберг) для опису складу особистості, схильного до ідеалізації та сакралізації страждань.

## Термінологія
Назви «садизм» та «мазохізм» запропонував 1886 року сексолог Ріхард фон Крафт-Ебінг. Перший термін походить від імені маркіза де Сада (змальовував у творчості сцени сексуального насильства), другий — від імені Леопольда фон Захера-Мазоха (описував підпорядкування жінці та отримання задоволення від приниження під час покарання). Термін садомазохізм запропонованував австрійський психоаналітик Ізидор Задгер 1913 року.
Раніше вживали також термін «алголагнія» (від грецького «алгос» — біль та «Лагно» — хтивість), що означає потяг до болю або його заподіяння. Однак дослідження показали, що сама по собі біль не є чинником, що викликає сексуальну насолоду ні у садистів, ні у мазохістів. Сексуальне задоволення при садомазохізмі обумовлюється відносинами домінування та підпорядкування, у яких заподіяння болю виступає лише як один з їхніх елементів.
Останнім часом садизм та мазохізм розглядають як прояви єдиного явища — садомазохізму. Це пов'язано з тим, що у науці мазохізм нерідко розглядають як різновид садизму, спрямованого на самого себе.

## Формування садомазохізму
Дослідження показують, що достатньо часто схильність до садомазохізму закладається у дитячому віці під впливом жорстоких дій з боку батьків. Діти, які піддавалися у дитинстві впливу з боку батьків-садистів, можуть сприйняти подібний стереотип поведінки та використовувати його щодо власних дітей. Природним наслідком подібних відносин у родині може стати та формування мазохістського складу характеру: дитина звикає виконувати побажання батьків, навіть заподіюють йому страждання, щоб принести їм задоволення.

## Садомазохізм та суспільство
Садомазохізм вважається найпоширенішою з усіх сексуальних девіацій, певною мірою його прояви притаманні всім людям. У більшості випадків садомазохістські нахили не перешкоджають нормальному життю людини у суспільстві, у тому числі формування сімейних відносин. Щобільше, за вдалого збігу обставин може виникнути пара, у якій садистські потреби одного партнера відповідають мазохістським іншого, що є передумовою для встановлення тісніших відносин (у тому числі у форматі БДСМ-відносин).
Водночас не можна заперечувати, що садомазохізм досить часто має негативні соціальні наслідки. Достатньо часто у садомазохістів спостерігаються саморуйнівні, деструктивні потреби, які проявляються у зловживанні алкоголем та наркотиками, в антисоціальній поведінці.
Садомазохізм може призводити до скоєння актів сексуального насильства, аж до вбивств на сексуальному ґрунті, до катування тварин, жорстокого поводження з дітьми під виглядом їхнього «виховання».

## Садизм
Садизм є еротичним проявом бажання здійснювати владу над людиною, причому повною мірою, включаючи можливість заподіяння фізичних та емоційних страждань. Садист отримує задоволення не від статевого акту, а від процесу заподіяння жертві страждань. Садистам часто притаманні такі якості характеру, як егоцентризм та нарцисизм.
Садизм може також мати зовні несексуальний характер: це відбувається у випадку, коли садистський вплив здійснюється у парах «батько — дитина» або «учитель — учень».

## Мазохізм
Мазохізм є взаємодоповнювальною протилежністю садизму: мазохіст відчуває сексуальне збудження та отримує задоволення від підпорядкування, покори сексуальному партнерові, що включають готовність зазнавати болю і приниження. Подібно до того, як садизм може знаходити вираження у насильницьких і агресивних діях, мазохізм може бути пов'язаний з поведінкою, що провокує негативну реакцію щодо особи, яка є свого роду бажаним «покаранням» для мазохіста.